# Днепровская (станция)
Днепровская (укр. Дніпровська (станція)) — тупиковая грузовая железнодорожная станция Приднепровской железной дороги, расположенная в пгт. Днепровском Верхнеднепровского района Днепропетровской области.
Станция находится за 8 км от поселка Новониколаевки Верхнеднепровского района Днепропетровской области и обслуживает потребности Днепровского крахмалопаточного комбината Архивная копия от 27 мая 2019 на Wayback Machine.
Станция построена в 1967 году.
Движение пассажирских и пригородных поездов отсутствует.